# Club América Femenil
El Club de Fútbol América S. A. de C. V. , también conocido como América Femenil, es un equipo de fútbol femenino profesional que forma parte de la Primera División Femenil de México. El equipo fue fundado el 5 de diciembre de 2016 en la Ciudad de México, poco después de la oficialización de la creación del certamen. El club disputa sus partidos como local en el Estadio Azteca y la Cancha Centenario N.º 5 funge como sede alterna. Sus colores institucionales e indumentaria tradicionales son el amarillo y el azul.
El partido de la final de vuelta del Clausura 2023, disputado entre  América y Pachuca el 5 de junio de 2023 en el Estadio Azteca, ostenta el récord de asistencia para un partido de Liga MX Femenil al registrar una entrada de 58 156 aficionados. Asimismo, esta cifra es la segunda más alta a nivel mundial para un partido de liga entre clubes femeninos, solo superada por los 60 739 aficionados que asistieron al Cívitas Metropolitano para ver el Atlético de Madrid contra Barcelona de la Primera División Femenina.

## Símbolos

### Escudo
El diseño que porta el club es de forma circular color amarillo encerrando la forma del continente americano en tono azul y con las iniciales «C» y «A» en color rojo. Al fondo de la silueta del continente los gajos simulan la forma de un balón.
Cabe mencionar que el América es el único equipo en México que invierte los colores de su escudo según sea el color del uniforme que utilice, siendo:
- Escudo con fondo azul y el continente amarillo: cuando se utiliza el uniforme amarillo.
- Escudo con fondo amarillo y el continente azul: al utilizar el uniforme azul.

Las letras «C A» siempre aparecen en color rojo.

## Instalaciones

### Casa club:El Nido Águila
Ubicada en la calle Del Toro número 100, en los terrenos de la antigua Hacienda de Santa Úrsula Coapa (mismo nombre de la colonia en que se ubica) al sur de la Ciudad de México, específicamente en la Demarcación Coyoacán. Actualmente, su superficie es de 70,049.957 metros cuadrados de extensión, y se ha adaptado para que tanto las jugadoras como el personal administrativo y cuerpo técnico tengan el mayor confort posible.
Cuenta con oficinas administrativas, cuatro canchas para entrenamiento del primer equipo, fuerzas básicas y escuela; también con sala de trofeos, auditorio, cocina, comedor, casa club, talleres de electricidad, carpintería, plomería, pintura, vivero, gimnasio equipado con tecnología de punta, consultorio médico, vestidores para los equipos de todas las categorías, taller de impresión, lavandería, área de prensa, dos zonas de estacionamiento, cancha auxiliar, sala de entrenamiento Footbonaut, cafetería y tribuna para aficionados. Cuando no utiliza el estadio Azteca, suele jugar en la principal cancha del Club, la llamada "Centenario" que cuenta con gradas para hasta 840 aficionados.

### Estadio Azteca

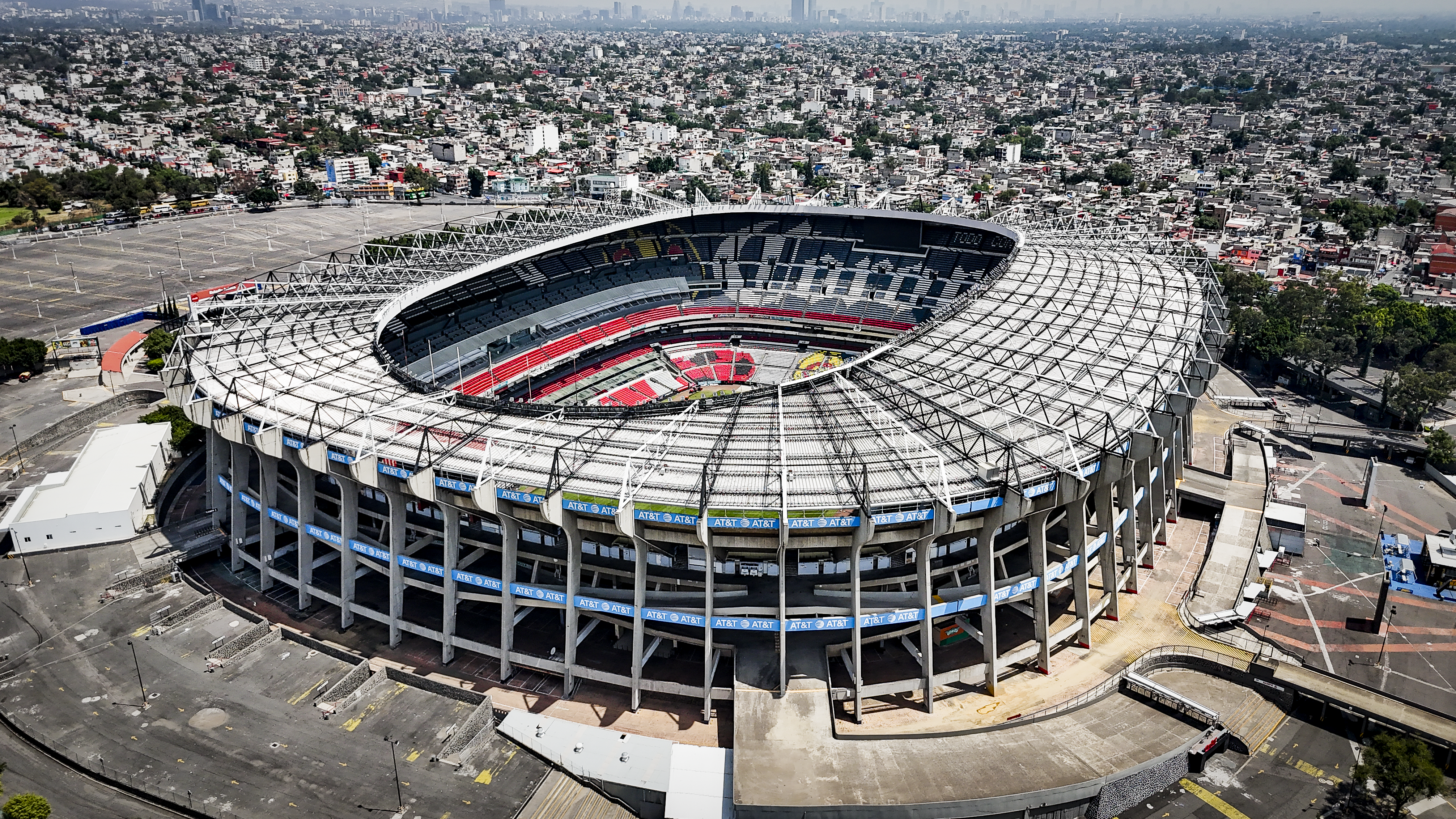
Vista aérea del Estadio Azteca.

Ubicado al sur de la Ciudad de México, en la delegación Coyoacán. Es el segundo estadio más grande del continente americano y el séptimo más grande del mundo. Es también conocido con el sobrenombre de El Coloso de Santa Úrsula. Fue construido por el Arq. Pedro Ramírez Vázquez e inaugurado el 29 de mayo de 1966.
En competencia oficial, su primer partido fue en la jornada 4 del Apertura 2017, el 19 de agosto de 2017 con el duelo contra Morelia, que concluyó con victoria 5-0 para el conjunto local. Dayana Cázares anotó al minuto 27 el histórico primer gol.
El 11 de diciembre de 2018 fue escenario por primera vez de una final de la liga femenil, con el duelo de ida, correspondiente a la serie definitiva del Apertura 2018, entre el conjunto local y Tigres de la UANL, concluyendo el partido con empate a dos tantos.
El máximo circuito del fútbol femenil volvió a tener al Coloso de Santa Úrsula como sede de una final de liga el 11 de noviembre de 2022, con el partido de ida del Apertura 2022 entre el equipo local América y Tigres, el cual concluyó con triunfo visitante con marcador 0-1. En este duelo se implantó la marca de mayor asistencia a un partido de liga femenil en México con 52 654 aficionados.
El 5 de junio de 2023 recibió por primera vez un juego de vuelta de la final de la Liga MX Femenil, y por ende la primera vez que el trofeo se entregaba aquí. La final del Clausura 2023 concluyó con el campeonato del Club América al derrotar 2-1 (global 4-2) al Pachuca, con goles de Katty Martínez y Aurélie Kaci. En este partido nuevamente se estableció una marca de asistencia de aficionados a un juego del torneo femenil con 58 156 espectadores.

## Indumentaria

### Proveedor
| Período     | Proveedor |
| ----------- | --------- |
| 2017 – 2025 | Nike      |

## Jugadoras

### Altas y bajas: Apertura 2025
Fecha de actualización: 18 de julio de 2024
| Altas           | Altas         | Altas                  |
| Jugadora        | Posición      | Procedencia            |
| --------------- | ------------- | ---------------------- |
| Jordan Brewster | Defensa       | Bay FC                 |
| Marissa García  | Defensa       | Long Beach State Beach |
| Annie Karich    | Mediocampista | Boston Legacy FC       |
| Bruna Vilamala  | Delantera     | FC Barcelona           |

 En pretemporada existen jugadoras del equipo piloto, se contemplarán como altas si son registradas para el torneo 
| Bajas           | Bajas         | Bajas        |
| Jugadora        | Posición      | Destino      |
| --------------- | ------------- | ------------ |
| Renatta Cota    | Portera       | Club Tijuana |
| Jocelyn Orejel  | Defensa       | CF Pachuca   |
| Sabrina Enciso  | Defensa       | Tigres UANL  |
| Noemí Granados  | Mediocampista | FC Juárez    |
| Natalia Mauleón | Mediocampista | CF Pachuca   |

Existen casos de jugadoras que estaba en el equipo piloto y fichan para otro equipo, la jugadora se considerará baja las que debutan en liga.

### Fuerzas Básicas

#### Sub-19
- La jugadora ya debutó en Primera División.

### Jugadoras internacionales
| Selección                                  | Categoría | Jugadoras | #      |
| ------------------------------------------ | --------- | --- | ------ |
| México                                     | Absoluta  | Aylín Aviléz Peña, Casandra Cuevas, Karen Luna, Katty Martínez, Kimberly Rodríguez, Itzel González, Itzel Velazco, Jocelyn Orejel, Karina Rodríguez, Kiana Palacios, Miah Zuazua, Natalia Mauleón, Nicki Hernández. | 5 (13) |
| México                                     | Sub-20    | Itzel Velasco, Montserrat Saldivar, Aurora Suárez, Ximena Viñolas | 2 (4)  |
| México                                     | Sub-17    | Alexa Soto, Bárbara Del Real, Valentina Murrieta | 1 (3)  |
| México                                     | Sub-16    | Jaqueline Enciso | 1 (1)  |
| México                                     | Sub-15    | Kemberly García | 1 (1)  |
| México                                     | Sub-13    | Suly García, Lua López | 2 (2)  |
| Fecha de actualización: 24 de mayo de 2024 |           | |        |

Se consideran jugadoras internacionales si han recibido llamado a selecciones nacionales en los últimos 12 meses. Con negritas se muestran aquellas jugadoras que han sido llamadas en la última convocatoria. 

## Plantillas Importantes

### Once inicial en Copa
El Club América Femenil inició la era profesional del fútbol femenil en la Copa el miércoles 3 de mayo de 2017 al enfrentarse al Club de Fútbol Monterrey, logrando una victoria con un marcador de 6-0. Las anotadoras fueron Daniela Espinosa (19'), Lucero Cuevas (23'), Dayana Cázares (29', 41') y Cassandra Cuevas (50', 67') en el Estadio de la Federación Mexicana de Fútbol.
| Alineación: - Cecilia Santiago - Mónica Rodriguez - Marylin Díaz - Ana Lozada - Daniela Alcantar - Alexia Delgado - Dayana Cázares - Montserrat Hernandez - Diana Fierro - Lucero Cuevas - Daniela Espinosa - D.T. Leonardo Cuéllar |  | C. Santiago M. Rodríguez M. Díaz A. Lozada D. Alcantar D. Cázares A. Delgado M. Hernández D. Fierro L. Cuevas D. Espinosa |

### Once inicial en Liga
Las Águilas inician su participación en la Liga MX Femenil el sábado 29 de julio de 2017 en las instalaciones del Club América, ganando 1 a 0 al Club Tijuana con un gol de Lucero Cuevas (19').
| Alineación: - Cecilia Santiago - Mónica Rodriguez - Marylin Díaz - Ana Lozada - Ximena Ríos - Alexia Delgado - Dayana Cázares - Montserrat Hernandez - Alexandra Martínez - Lucero Cuevas - Daniela Espinosa - D.T. Leonardo Cuéllar |  | C. Santiago M. Rodriguez A. Lozada M. Díaz X. Ríos A. Martínez D. Cázares A. Delgado M. Hernández L. Cuevas D. Espinosa |

### 1.erPartido de Liguilla
Las Águilas inician su participación en la fase final de la Liga MX Femenil en las semifinales del torneo Apertura 2017 el sábado 4 de noviembre de 2017 en el Estadio Akron, cayendo 4 a 2 ante el Club Deportivo Guadalajara. Los goles a favor fueron de Lucero Cuevas (28') y Daniela Espinosa (31').
| Alineación: - Cecilia Santiago - Mónica Rodriguez - Marylin Díaz - Ana Lozada - Zulma Hernández - Julieta Peralta - Dayana Cázares - Alexia Delgado - Montserrat Hernandez - Lucero Cuevas - Daniela Espinosa - D.T. Leonardo Cuéllar |  | C. Santiago M. Díaz A. Lozada M. Rodriguez Z. Hernández J. Peralta M. Hernández D. Cázares A. Delgado D. Espinosa L. Cuevas |

### 1.ª Final de Liga (1.erCampeonato de la Liga MX Femenil)
El Club América Femenil llega a la final del torneo Apertura 2018 el martes 11 de diciembre de 2018 enfrentando a Tigres de la UANL. El marcador en el partido de ida fue un empate de 2 goles, con anotaciones de Diana González (42') y Cassandra Cuevas (70'), además de un autogol de Julieta Peralta (72'), celebrado en el Estadio Azteca. Posteriormente, en el partido de vuelta, el marcador global fue de 3 a 3, con un gol de Diana González (45'). El Club América Femenil ganó la serie en instancia de penales por 3 a 1, coronándose en el Estadio Universitario.
| Alineación (Ida): - Cecilia Santiago - Mónica Rodriguez - Marylin Díaz - Ana Lozada - Jana Gutiérrez - Esmeralda Verdugo - Zulma Hernández - Diana González - Cassandra cuevas - Lucero Cuevas - Daniela Espinosa - D.T. Leonardo Cuéllar |  | C. Santiago M. Díaz A. Lozada M. Rodriguez J. Gutiérrez Z. Hernández E. Verdugo D. González C. Cuevas D. Espinosa L. Cuevas |  | Alineación (Vuelta): - Cecilia Santiago - Mónica Rodriguez - Marylin Díaz - Ana Lozada - Jana Gutiérrez - Esmeralda Verdugo - Zulma Hernández - Diana González - Cassandra cuevas - Lucero Cuevas - Daniela Espinosa - D.T. Leonardo Cuéllar |  | C. Santiago M. Díaz A. Lozada M. Rodriguez J. Gutiérrez Z. Hernández E. Verdugo D. González C. Cuevas D. Espinosa L. Cuevas |

### Primer amistoso internacional
El Club América Femenil, como parte de su pretemporada previa al inicio del torneo Apertura 2019, se enfrentó al club Women Premier Academy en Chicago, Illinois, marcando este encuentro como su primer partido internacional. El equipo ganó el encuentro 6 a 1, con goles de Daniela Espinosa (40'), Montserrat Hernandez (44'), Esmeralda Verdugo (45 + 3') y Vannya García (48', 68', 72').
| Alineación: - Jaidy Gutiérrez - Mónica Rodriguez - Marylin Díaz - Ana Lozada - Jana Gutiérrez - Esmeralda Verdugo - Zulma Hernández - Diana González - Cassandra Cuevas - Lucero Cuevas - Daniela Espinosa - D.T. Leonardo Cuéllar |  | J. Gutiérrez M. Rodriguez M. Díaz A. Lozada J. Gutiérrez E. Verdugo Z. Hernández D. González C. Cuevas D. Espinosa L. Cuevas |

### 2.ª Final de Liga
El América llega a su segunda final en el Guardianes 2021 el viernes 11 de noviembre de 2022, enfrentando nuevamente a Tigres de la UANL. En el partido de ida, cayeron con un marcador de 1 a 0 en el Estadio Azteca. Posteriormente, en el partido de vuelta, el marcador global fue de 3 a 0 en contra, quedando como subcampeonas en el Estadio Universitario.
| Alineación (Ida): - Itzel González - Andrea Pereira - Kimberly Rodriguez - Karen Luna - Jocelyn Orejel - Aurélie Kaci - Cassandra Cuevas - Nicki Hernandez - Scarlett Camberos - Katty Martínez - Kiana Palacios - D.T. Ángel Villacampa |  | I. González A. Pereira K. Rodríguez J. Orejel K. Luna A. Kaci C. Cuevas N. Hernández S. Camberos K. Martínez K. Palacios |  | Alineación (Vuelta): - Itzel González - Andrea Pereira - Kimberly Rodriguez - Sabrina Enciso - Jocelyn Orejel - Amanda Pérez - Aurélie Kaci - Nicki Hernandez - Scarlett Camberos - Álison González - Kiana Palacios - D.T. Ángel Villacampa |  | I. González A. Pereira K. Rodríguez J. Orejel S. Enciso A. Kaci A. Pérez N. Hernández S. Camberos A. González K. Palacios |

### 3.ª Final de Liga (2.º Campeonato de la Liga MX Femenil)
El América llega a su tercera final en el torneo Clausura 2023 el viernes 2 de junio de 2023, enfrentando al Club de Fútbol Pachuca. En el partido de ida, lograron una victoria en el marcador de 2 goles gracias a Andrea Pereira (67') y Katty Martínez (72'), a 1 en el Estadio Hidalgo. Posteriormente, en el partido de vuelta, el marcador global fue de 4 a 2, con goles de Katty Martínez (7') y Aurélie Kaci (58'), coronándose en el Estadio Azteca. 
| Alineación (Ida): - Itzel González - Andrea Pereira - Kimberly Rodriguez - Karen Luna - Jocelyn Orejel - Sabrina Enciso - Aurélie Kaci - Nicki Hernandez - Natalia Mauleón - Cassandra Cuevas - Kiana Palacios - D.T. Ángel Villacampa |  | I. González A. Pereira J. Orejel K. Rodriguez S. Enciso K. Luna A. Kaci N. Mauleón N. Hernández C. Cuevas K. Palacios |  | Alineación (Vuelta): - Itzel González - Andrea Pereira - Kimberly Rodriguez - Karen Luna - Jocelyn Orejel - Karina Rodríguez - Aurélie Kaci - Nicki Hernandez - Álison González - Katty Martínez - Kiana Palacios - D.T. Ángel Villacampa |  | I. González A. Pereira J. Orejel K. Rodriguez S. Enciso K. Luna A. Kaci N. Hernández K. Martínez A. González K. Palacios |

### Campeón de Campeonas 2022-23
El Club América disputó el Campeón de Campeonas Femenil 2022-23 el viernes 7 de julio de 2023, enfrentando a Tigres de la UANL por tercera ocasión en una final. Cayeron con un marcador de 1 a 0 en contra en el partido de ida, celebrado en el Estadio Azteca. Posteriormente, en el partido de vuelta, el marcador global fue de 3 a 0 en contra, quedando como subcampeonas en el Estadio Universitario.
| Alineación (Ida): - Itzel Velasco - Andrea Pereira - Kimberly Rodriguez - Karen Luna - Jocelyn Orejel - Sabrina Enciso - Sarah Luebbert - Nicki Hernandez - Natalia Mauleón - Cassandra Cuevas - Katty Martínez - D.T. Ángel Villacampa |  | I. Velazco A. Pereira J. Orejel K. Rodriguez S. Enciso K. Luna C. Cuevas N. Mauleón N. Hernández S. Luebbert K. Martínez |  | Alineación (Vuelta): - Itzel Velasco - Andrea Pereira - Kimberly Rodriguez - Karen Luna - Jocelyn Orejel - Natalia Mauleón - Cassandra Cuevas - Sarah Luebbert - Nicki Hernandez - Álison González - Kiana Palacios - D.T. Ángel Villacampa |  | I. González A. Pereira K. Rodríguez J. Orejel K. Luna A. Kaci A. Pérez N. Hernández S. Camberos A. González K. Palacios |

### 4ª Final de Liga
El Club América alcanza su tercera final en el torneo Apertura 2023, el viernes 7 de julio de 2023, enfrentándose a Tigres de la UANL por tercera vez en una final. El equipo cayó con un marcador de 3 a 0 en contra en el partido de ida, celebrado en el Estadio Azteca. Posteriormente, en el partido de vuelta, el marcador global también fue de 3 a 0 en contra, resultando en un subcampeonato para el Club América en el Estadio Universitario. 
| Alineación (Ida): - Itzel González - Andrea Pereira - Kimberly Rodriguez - Karen Luna - Jocelyn Orejel - Karina Rodríguez - Aurélie Kaci - Monserrat Saldivar - Natalia Mauleón - Katty Martínez - Kiana Palacios - D.T. Ángel Villacampa |  | I. González A. Pereira J. Orejel K. Rodriguez S. Enciso K. Luna A. Kaci N. Mauleón N. Hernández C. Cuevas K. Palacios |  | Alineación (Ida): - Itzel González - Andrea Pereira - Kimberly Rodriguez - Karen Luna - Jocelyn Orejel - Karina Rodríguez - Aurélie Kaci - Monserrat Saldivar - Álison González - Katty Martínez - Kiana Palacios - D.T. Ángel Villacampa |  | I. González A. Pereira J. Orejel K. Rodriguez S. Enciso K. Luna A. Kaci N. Mauleón K. Martínez A. González K. Palacios |

## Estadísticas

### Copa de la Liga
Actualizado al último partido disputado el: 5 de mayo de 2017
| TORNEO        | PJ | PG | PE | PP | GF | GC | DIF | PTS | LOGRO             | EFE (%) |
| ------------- | -- | -- | -- | -- | -- | -- | --- | --- | ----------------- | ------- |
| Clausura 2017 | 3  | 2  | 1  | 0  | 11 | 1  | 10  | 7   | 3.º               | 77.7    |
| TOTAL         | 3  | 2  | 1  | 0  | 11 | 1  | 10  | 7   | 3.º Lugar General | 77.7 %  |

### Liga
Actualizado al último partido disputado el: 12 de mayo de 2025
| TORNEO        | PJ  | PG  | PE | PP | GF  | GC  | DIF | PTS | POSICIÓN                                     | LOGRO                                        | EFE (%) |
| ------------- | --- | --- | -- | -- | --- | --- | --- | --- | -------------------------------------------- | -------------------------------------------- | ------- |
| Apertura 2017 | 16  | 11  | 3  | 2  | 52  | 17  | 35  | 36  | 1.º                                          | Semifinales                                  | 75      |
| Clausura 2018 | 16  | 11  | 3  | 2  | 49  | 15  | 34  | 36  | 2.º                                          | Semifinales                                  | 75      |
| Apertura 2018 | 22  | 13  | 6  | 3  | 37  | 18  | 19  | 45  | 2.º                                          | Campeonas                                    | 68.2    |
| Clausura 2019 | 20  | 13  | 3  | 4  | 32  | 16  | 16  | 42  | 2.º                                          | Semifinales                                  | 70      |
| Apertura 2019 | 22  | 11  | 6  | 5  | 35  | 21  | 14  | 39  | 4.º                                          | Semifinales                                  | 59.1    |
| Clausura 2020 | 9   | 5   | 2  | 2  | 16  | 11  | 5   | 17  | Suspendido debido a la pandemia por COVID-19 | Suspendido debido a la pandemia por COVID-19 | 63      |
| Apertura 2020 | 21  | 12  | 5  | 4  | 41  | 21  | 10  | 41  | 5.º                                          | Semifinales                                  | 65.1    |
| Clausura 2021 | 19  | 6   | 6  | 7  | 23  | 28  | -5  | 24  | 8.º                                          | Cuartos de final                             | 42.1    |
| Apertura 2021 | 21  | 11  | 5  | 5  | 37  | 25  | 12  | 38  | 5.º                                          | Semifinal                                    | 60.3    |
| Clausura 2022 | 19  | 11  | 4  | 4  | 43  | 18  | 25  | 37  | 4.º                                          | Cuartos de final                             | 64.9    |
| Apertura 2022 | 23  | 14  | 4  | 5  | 46  | 23  | 23  | 46  | 4.º                                          | Subcampeonas                                 | 66.7    |
| Clausura 2023 | 23  | 17  | 4  | 2  | 65  | 18  | 47  | 55  | 3.º                                          | Campeonas                                    | 79.7    |
| Apertura 2023 | 23  | 17  | 2  | 4  | 78  | 31  | 47  | 53  | 2.º                                          | Subcampeonas                                 | 68.1    |
| Clausura 2024 | 23  | 15  | 2  | 6  | 58  | 24  | 34  | 47  | 4.º                                          | Subcampeonas                                 | 74.6    |
| Apertura 2024 | 21  | 14  | 6  | 1  | 65  | 17  | 48  | 48  | 3.º                                          | Semifinal                                    | 76.1    |
| Clausura 2025 | 23  | 16  | 4  | 3  | 73  | 21  | 52  | 52  | 1.º                                          | Subcampeonas                                 | 75.3    |
| TOTAL         | 321 | 197 | 65 | 59 | 750 | 324 | 426 | 656 | 3.º                                          | 2 Campeonatos                                | 68.1    |

### Campeón de Campeonas
Actualizado al último partido disputado el: 10 de julio de 2023
| TORNEO  | PJ | PG | PE | PP | GF | GC | DIF | PTS | POSICIÓN        | EFE (%) |
| ------- | -- | -- | -- | -- | -- | -- | --- | --- | --------------- | ------- |
| 2022-23 | 2  | 0  | 0  | 2  | 0  | 3  | -3  | 0   | Subcampeonas    | 0       |
| TOTAL   | 2  | 0  | 0  | 2  | 0  | 3  | -3  | 0   | 1 subcampeonato | %       |

### Copa de Campeones Femenina de la Concacaf
| Edición | PJ | PG | PE | PP | GF | GC | Dif. | Pts. | Ronda       | Rend. |
| ------- | -- | -- | -- | -- | -- | -- | ---- | ---- | ----------- | ----- |
| 2024-25 | 6  | 3  | 0  | 3  | 15 | 9  | +6   | 9    | Semifinales | 50    |
| Total   | 6  | 3  | 0  | 3  | 15 | 9  | 6    | 9    |             | 50    |

Actualizado al último partido disputado el 24 de mayo de 2025

### Campeonas de goleo
| Torneo        | Jugador       | Goles | Partidos | Promedio |
| ------------- | ------------- | ----- | -------- | -------- |
| Apertura 2017 | Lucero Cuevas | 15    | 14       | 1.07     |
| Clausura 2018 | Lucero Cuevas | 15    | 13       | 1.15     |

## Goles históricos

### Goles en Copa
| Gol                                       | Fecha             | Jugador                | Rival                    | Resultado | Notas           |
| ----------------------------------------- | ----------------- | ---------------------- | ------------------------ | --------- | --------------- |
| 1                                         | 3 de mayo de 2017 | Daniela Espinosa (19') | Club de Fútbol Monterrey | 0 - 6     | Primer gol Copa |
| Fecha de actualización: 5 de mayo de 2017 |                   |                        |                          |           |                 |

### Goles en Liga
| Gol                                           | Fecha                   | Jugador                 | Rival                      | Resultado | Notas           |
| --------------------------------------------- | ----------------------- | ----------------------- | -------------------------- | --------- | --------------- |
| 1                                             | 29 de julio de 2017     | Lucero Cuevas (19')     | Club Tijuana               | 1 - 0     | Primer gol Liga |
| 50                                            | 4 de noviembre de 2017  | Daniela Espinosa (31')  | Club Deportivo Guadalajara | 4 - 2     | Gol número 50   |
| 100                                           | 22 de abril de 2018     | Estefanía Fuentes (10') | Tigres de la UANL          | 2 - 1     | Gol número 100  |
| 200                                           | 15 de noviembre de 2019 | Daniela Espinosa (1')   | Club Deportivo Guadalajara | 0 - 2     | Gol número 200  |
| 300                                           | 23 de agosto de 2021    | Daniela Flores (87')    | Club Atlético de San Luis  | 4 - 0     | Gol número 300  |
| 400                                           | 17 de octubre de 2022   | Katty Martínez (75')    | Club Universidad Nacional  | 6 - 1     | Gol número 400  |
| 500                                           | 15 de agosto de 2023    | Jocelyn Orejel (77')    | Atlas Fútbol Club          | 1 – 4     | Gol número 500  |
| 600                                           | 12 de octubre de 2024   | Sarah Luebbert (63')    | Pachuca                    | 5 - 0     | Gol número 600  |
| Fecha de actualización: 19 de octubre de 2024 |                         |                         |                            |           |                 |

## Máximas goleadoras
Actualizado al último partido disputado el: 12 de mayo de 2025

### Máximas goleadoras en liga
| Pos | Nombre            | Goles | Años                     |
| --- | ----------------- | ----- | ------------------------ |
| 1   | Daniela Espinosa  | 84    | 2017–2022, 2025–presente |
| 2   | Kiana Palacios    | 75    | 2021–presente            |
| 3   | Katty Martínez    | 53    | 2022–2024                |
| 4   | Casandra Cuevas   | 50    | 2017–2024                |
| 5   | Lucero Cuevas     | 48    | 2017–2020                |
| 6   | Sarah Luebbert    | 41    | 2021–2022, 2023–presente |
| 7   | Scarlett Camberos | 35    | 2022–2023, 2024–presente |
| 8   | Alison González   | 27    | 2022–2023                |
| 9   | Natalia Mauleón   | 25    | 2021–2025                |
| 10  | Andrea Pereira    | 22    | 2022–2024                |

| Máximas goleadoras en temporada regular | Máximas goleadoras en temporada regular | Máximas goleadoras en temporada regular | Máximas goleadoras en temporada regular |
| Pos                                     | Nacionalidad                            | Nombre                                  | Goles                                   |
| --------------------------------------- | --------------------------------------- | --------------------------------------- | --------------------------------------- |
| 1.º                                     | México                                  | Daniela Espinosa                        | 66                                      |
| 2.º                                     | México                                  | Katty Martínez                          | 44                                      |
| 3.º                                     | México                                  | Kiana Palacios                          | 43                                      |
| 3.º                                     | México                                  | Lucero Cuevas                           | 43                                      |
| 5.º                                     | México                                  | Casandra Cuevas                         | 42                                      |
| Máximas goleadoras en liguilla          |                                         |                                         |                                         |
| Pos                                     | Nacionalidad                            | Nombre                                  | Goles                                   |
| 1.º                                     | México                                  | Katty Martínez                          | 9                                       |
| 1.º                                     | México                                  | Daniela Espinosa                        | 9                                       |
| 3.º                                     | México                                  | Kiana Palacios                          | 8                                       |
| 3.º                                     | México                                  | Casandra Cuevas                         | 8                                       |
| 3.º                                     | México                                  | Alison González                         | 8                                       |

### Máximas anotadoras por temporada
| Máximas anotadoras por temporada de copa MX      | Máximas anotadoras por temporada de copa MX  | Máximas anotadoras por temporada de copa MX |
| Torneo                                           | Jugadora                                     | Goles                                       |
| ------------------------------------------------ | -------------------------------------------- | ------------------------------------------- |
| Copa MX 2017                                     | Dayana Cázares                               | 4                                           |
| Máximas anotadoras por temporada regular de liga |                                              |                                             |
| Torneo                                           | Jugadora                                     | Goles                                       |
| Apertura 2017                                    | Lucero Cuevas                                | 15                                          |
| Clausura 2018                                    | Lucero Cuevas                                | 15                                          |
| Apertura 2018                                    | Cassandra Cuevas                             | 7                                           |
| Clausura 2019                                    | Daniela Espinosa                             | 5                                           |
| Apertura 2019                                    | Daniela Espinosa                             | 13                                          |
| Clausura 2020 *                                  | Marlyn Campa                                 | 5                                           |
| Apertura 2020                                    | Daniela Espinosa                             | 12                                          |
| Clausura 2021                                    | Daniela Espinosa                             | 5                                           |
| Apertura 2021                                    | Daniela Espinosa                             | 11                                          |
| Clausura 2022                                    | Scarlett Camberos                            | 11                                          |
| Apertura 2022                                    | Kiana Palacios                               | 13                                          |
| Clausura 2023                                    | Kiana Palacios                               | 13                                          |
| Apertura 2023                                    | Kiana Palacios Katty Martínez Andrea Pereira | 10                                          |
| Clausura 2024                                    | Katty Martínez                               | 15                                          |
| Apertura 2024                                    | Kiana Palacios                               | 13                                          |
| Clausura 2025                                    | Daniela Espinosa                             | 9                                           |

| Máximas anotadoras por liguilla            | Máximas anotadoras por liguilla                                                                 | Máximas anotadoras por liguilla              |
| Torneo                                     | Jugadora                                                                                        | Goles                                        |
| ------------------------------------------ | ----------------------------------------------------------------------------------------------- | -------------------------------------------- |
| Apertura 2017                              | Lucero Cuevas Cassandra Cuevas Daniela Espinosa Dayana Cázares                                  | 1                                            |
| Clausura 2018                              | Estefanía Fuentes                                                                               | 1                                            |
| Apertura 2018                              | Cassandra Cuevas                                                                                | 3                                            |
| Clausura 2019                              | Daniela Espinosa Dayana Cázares Lucero Cuevas                                                   | 1                                            |
| Apertura 2019                              | Daniela Espinosa                                                                                | 3                                            |
| Clausura 2020                              | Suspendido debido a la pandemia por COVID-19                                                    | Suspendido debido a la pandemia por COVID-19 |
| Apertura 2020                              | Jocelyn Orejel Dayana Cázares Cassandra Cuevas Marlyn Campa Diana González Montserrat Hernandez | 1                                            |
| Clausura 2021                              | No se anotaron goles.                                                                           | No se anotaron goles.                        |
| Apertura 2021                              | Sarah Luebbert                                                                                  | 2                                            |
| Clausura 2022                              | Daniela Espinosa Katty Martínez                                                                 | 1                                            |
| Apertura 2022                              | Scarlett Camberos Kiana Palacios Álison González                                                | 2                                            |
| Clausura 2023                              | Álison González                                                                                 | 4                                            |
| Apertura 2023                              | Katty Martínez                                                                                  | 5                                            |
| Clausura 2024                              | Sarah Luebbert                                                                                  | 5                                            |
| Máximas anotadoras en campeón de campeonas |                                                                                                 |                                              |
| Torneo                                     | Jugadora                                                                                        | Goles                                        |
| 2022 – 2023                                | No se anotaron goles.                                                                           | No se anotaron goles.                        |

## Palmarés
| Competición nacional       | Títulos                      | Subcampeonatos                                             |
| -------------------------- | ---------------------------- | ---------------------------------------------------------- |
| Liga MX Femenil (2/3)      | Apertura 2018, Clausura 2023 | Apertura 2022, Apertura 2023, Clausura 2024, Clausura 2025 |
| Campeón de Campeonas (0/1) |                              | 2022-23                                                    |

### Fuerzas básicas
| Competición nacional             | Títulos       | Subcampeonatos                                             |
| -------------------------------- | ------------- | ---------------------------------------------------------- |
| Liga MX Femenil Sub-17 (1/4)     | Clausura 2022 | Apertura 2022, Clausura 2023, Apertura 2023, Clausura 2024 |
| Torneo Amistoso                  | Títulos       | Subcampeonatos                                             |
| Copa Chivas Femenil Sub-15 (1/1) |               | 2023                                                       |

## Jugadoras extranjeras
Actualizado al último partido disputado el: 27 de noviembre de 2023
| Jugadora           | Posición      | Edad    | Procedencia              | Destino                            | Duración                                |
| ------------------ | ------------- | ------- | ------------------------ | ---------------------------------- | --------------------------------------- |
| Stephanie Ribeiro  | Delantera     | 31 años | HB Køge                  | C. Universidad Nacional            | Ap. 2021                                |
| Sarah Luebbert     | Mediocampista | 27 años | Chicago Red Stars        | Chicago Red Stars Sigue en el club | Ap. 2021 - Cl. 2022 Cl. 2023 - Presente |
| Andrea Hauksdóttir | Mediocampista | 29 años | Houston Dash             | Agente Libre                       | Cl. 2022                                |
| Aurélie Kaci       | Mediocampista | 35 años | Real Madrid C.F.         | Sigue en el club                   | Ap. 2022 - Presente                     |
| Andrea Pereira     | Defensa       | 31 años | F.C. Barcelona           | Sigue en el club                   | Ap. 2022 - Presente                     |
| Andrea Falcón      | Delantera     | 28 años | F.C. Barcelona           | S. Lisboa e Benfica                | Ap. 2022 - Cl. 2023                     |
| Kheira Hamraoui    | Mediocampista | 35 años | Paris Saint-Germain F.C. | Agente Libre                       | Ap. 2023                                |
| Dayana Martin      | Delantera     | 23 años | UCF Knights              | En el club                         | Cl. 2024                                |

## Entrenadores
| Entrenador           | Temporada                    | PJ  | PG | PE | PP | TR | GF  | GC  | DIF | PTS | POS                                          | Resultado                                    | EFE (%) |
| -------------------- | ---------------------------- | --- | -- | -- | -- | -- | --- | --- | --- | --- | -------------------------------------------- | -------------------------------------------- | ------- |
| Leonardo Cuéllar     | Copa MX 2017                 | 3   | 2  | 1  | 0  | 0  | 11  | 1   | 10  | 7   | 3.º                                          | Fase de grupos                               | 77.8    |
| Leonardo Cuéllar     | Apertura 2017                | 16  | 11 | 3  | 2  | 0  | 52  | 17  | 35  | 36  | 1.º                                          | Semifinales                                  | 75      |
| Leonardo Cuéllar     | Clausura 2018                | 16  | 11 | 3  | 2  | 0  | 49  | 15  | 34  | 36  | 2.º                                          | Semifinales                                  | 75      |
| Leonardo Cuéllar     | Apertura 2018                | 22  | 13 | 6  | 3  | 0  | 37  | 18  | 19  | 45  | 2.º                                          | Campeón                                      | 68.2    |
| Leonardo Cuéllar     | Clausura 2019                | 20  | 13 | 3  | 4  | 0  | 32  | 16  | 16  | 42  | 2.º                                          | Semifinales                                  | 70      |
| Leonardo Cuéllar     | Apertura 2019                | 22  | 11 | 6  | 5  | 0  | 35  | 21  | 14  | 39  | 4.º                                          | Semifinales                                  | 59.1    |
| Leonardo Cuéllar     | Clausura 2020                | 9   | 5  | 2  | 2  | 0  | 16  | 11  | 5   | 17  | Suspendido debido a la pandemia por COVID-19 | Suspendido debido a la pandemia por COVID-19 | 63      |
| Leonardo Cuéllar     | Apertura 2020                | 20  | 11 | 5  | 4  | 0  | 41  | 21  | 10  | 41  | 5.º                                          | Semifinales                                  | 63.3    |
| Leonardo Cuéllar     | Clausura 2021                | 13  | 4  | 5  | 4  | 0  | 18  | 18  | 0   | 17  | Dejó el equipo en la Jornada 13              | Dejó el equipo en la Jornada 13              | 43.6    |
| Leonardo Cuéllar     | Total                        | 141 | 81 | 34 | 26 | 0  | 291 | 138 | 143 | 280 | 3.º                                          | 1 Campeonato                                 | 65.5 %  |
| Hugo Ruíz (Interino) | Clausura 2021                | 5   | 2  | 0  | 3  | 1  | 5   | 10  | -5  | 6   | 8.º                                          | Cuartos de final                             | 40      |
| Hugo Ruíz (Interino) | Total                        | 5   | 2  | 0  | 3  | 1  | 5   | 10  | -5  | 6   | 8.º                                          | 1 Cuartos de final                           | 40 %    |
| Craig Harrington     | Apertura 2021                | 20  | 10 | 5  | 5  | 1  | 37  | 25  | 12  | 38  | 5.º                                          | Subcampeón                                   | 58.3    |
| Craig Harrington     | Clausura 2022                | 16  | 8  | 4  | 4  | 1  | 43  | 18  | 25  | 37  | 4.º                                          | Semifinal                                    | 58.3    |
| Craig Harrington     | Total                        | 36  | 18 | 9  | 9  | 2  | 80  | 43  | 37  | 75  | 5.º                                          | 1 Subcampeonato                              | 58.3 %  |
| Hugo Ruíz (Interino) | Clausura 2022                | 3   | 3  | 0  | 0  | 0  | 10  | 2   | 8   | 9   | Interino de jornada 4 a 6                    | Interino de jornada 4 a 6                    | 100     |
| Hugo Ruíz (Interino) | Total                        | 3   | 3  | 0  | 0  | 0  | 10  | 2   | 8   | 9   | No concluyó el torneo                        | No concluyó el torneo                        | 100 %   |
| Ángel Villacampa     | Apertura 2022                | 23  | 14 | 4  | 5  | 0  | 46  | 23  | 23  | 46  | 4.º                                          | Subcampeonas                                 | 66.7    |
| Ángel Villacampa     | Clausura 2023                | 23  | 17 | 4  | 2  | 0  | 65  | 18  | 47  | 55  | 3.º                                          | Campeón                                      | 79.7    |
| Ángel Villacampa     | Campeón de Campeonas 2022-23 | 2   | 0  | 0  | 2  | 0  | 0   | 3   | -3  | 0   | N/A                                          | Subcampeonas                                 | 0       |
| Ángel Villacampa     | Apertura 2023                | 23  | 17 | 2  | 4  | 0  | 78  | 31  | 47  | 53  | 2.º                                          | Subcampeonas                                 | 76.8    |
| Ángel Villacampa     | Clausura 2024                | 23  | 15 | 2  | 6  | 0  | 58  | 24  | 34  | 47  | 4.º                                          | Subcampeonas                                 | 68.1    |
| Ángel Villacampa     | Total                        | 94  | 63 | 12 | 19 | 0  | 247 | 99  | 148 | 201 | 3.º                                          | 1 Campeonato                                 | 71.3 %  |